# Астика (бира)
Вижте пояснителната страница за други значения на Астика.
„Астика“ е търговска марка българска бира, тип лагер, която се произвежда от пивоварната „Каменица“ АД, гр. Пловдив, собственост на американо-канадската пивоварна компания „Molson Coors“.

## История
Бирата „Астика“ се появява на българския пазар през 1980 г., като част от портфолиото на Пивоварен завод „Хасково“. Наименованието „Астика“ произлиза от името на тракийското племе асти, населявало района на Източните Родопи.
Марката бързо се налага както в страната, така и в чужбина и печели международна популярност. „Астика“ печели пет поредни златни медала през периода 1981 – 1985 г. на Международното изложение „Monde Selection“. Последната годишна награда за 1985 г. се присъжда като „Златен медал с палма и трофей“ за пет последователни върхови постижения. „Астика“ е най-изнасяната българска бира през социализма, а „Астика Лукс“ се налага като символ на високо качество и на редица експортни пазари.
През 2001 г. хасковското дружество „Астика“ АД се влива в „Каменица“ АД и марката „Астика“ става част от портфолиото на пловдивската пивоварна. Дълги години марката поддържа постоянен пазарен дял благодарение на утвърдената „златна“ слава от времето на социалистическото минало и запомнящия се пазарен слоган – „На една ръка разстояние“.
В края на 2006 г. бирата излиза на пазара под името „Астика Fine Quality Lager". През 2011 г. „Каменица“ АД налага промени, ключови за марката. „Астика“ се предлага в нова стъклена бутилка от 600 мл, вместо стандартните за българския пазар 500 мл. В края на 2011 г. се появява и „Астика тъмно“.

## Характеристика и асортимент
Бирата „Астика“ се отличава с кехлибарен цвят, снежнобяла пяна, плътен вкус, лек плодов аромат и мека горчивина. Те са резултат от съчетанието на висококачествен малц, специално подбрани сортове хмел – американски горчив Tomahawk и немски ароматен Hallertau и кристалночиста вода.
Търговският асортимент на марката включва:
- „Астика Fine Quality Lager“ – светла бира. Състав: вода, ечемичен малц, хмел, бирена мая. Алкохолно съдържание 4,5 % об. Екстрактно съдържание 10,3 °P. Предлага се в стъклени бутилки от 0,6 л, кенове от 0,5 л и в РЕТ бутилка от 0,5, 1, 2 и 2,5 л.
- „Астика тъмно“ – тъмна бира, в производство от 2011 г. Състав: вода, ечемичен малц, хмел, бирена мая. Алкохолно съдържание 5,6 % об. Екстрактно съдържание 12,5 °P. Предлага се в стъклени бутилки от 0,6 л и в РЕТ бутилка от 1 и 2 л.